# كين بار
كين بار (بالإنجليزية: Ken Barr)‏ هو فنان قصص مصورة ورسام كارتون بريطاني، ولد في 17 مارس 1933 في غلاسكو في المملكة المتحدة، وتوفي في 25 مارس 2016.